# Guadall Domnuç
Guadall Domnuç fou el successor de Deodat al capdavant del bisbat de Barcelona. Sembla que fou escollit i ratificat per altres bisbes de la província a principis de juny de 1029. Guadall assistí a un concili a Vic convocat per l'abat Oliba bisbe de Vic, a la que també hi assistí Ameli del bisbat d'Urgell, l'assumpte del qual és desconegut. El bisbe Guadall donà en feu el Castell de Banyeres, pertanyent al capítol de Barcelona, al cavaller Miró Llopis Sanç en data desconeguda. Durant l'episcopat de Guadall l'església barcelonina col·laborà en l'erecció i reparació de les torres i muralles de Barcelona, encomanant la feina a un tal Eldesindo que gaudia d'una porció de terreny que posseïa l'església de Barcelona, per la qual pagava un tribut d'una lliura de cera. Li cediren el terreny a ell i als seus descendents per tres o quatre generacions que havien de retornar al domini de l'església passat aquest període. Tot això fou acordat l'1 de novembre del 1032. Assistí Guadall a la consagració de l'església de Ripoll el 15 de gener de 1032, amb altres senyors i prelats. El bisbe i el capítol empenyoraren unes vinyes que tenien a les faldes de Montjuïc en un lloc anomenat els Inforcats, per or i plata que necessitaven al mestrescola i prevere Ramon. En cas de no retornar en el termini acordat la quantitat pactada Ramon es quedaria amb els terreny tal com passà. Mort Guadall, Guislabert, el seu successor, pactà un nou acord amb Ramon (9 de novembre de 1046), mitjançant el qual la propietat retornaria a possessió de l'Església, a canvi de l'usdefruit vitalici per a Ramon i per als seus fills en cas que aquests fossin clergues. Aquesta data indica que Guadall hauria mort en una data entre el 1032 i el 1046.